# Bismark (Alemania)
Bismark es un municipio situado en el distrito de Stendal, en el estado federado de Sajonia-Anhalt (Alemania), a una altitud de 55 metros. Su población a finales de 2015 era de unos 8400 habitantes y su densidad poblacional, 30 hab/km².